# Liga de Campeones de Ciclismo en Pista 2022
La Liga de Campeones de Ciclismo en Pista 2022 (en inglés: 2022 UCI Track Champions League) es la 2ª edición de la liga anual de ciclismo en pista creada por la Unión Ciclista Internacional.
Comienza el 12 de noviembre de 2022 en el Velòdrom Illes Balears de Mallorca.

## Calendario
El calendario de la competición es el siguiente:
| Prueba | Fecha           | Venue                                         |
| ------ | --------------- | --------------------------------------------- |
| 1      | 12 de noviembre | Mallorca, Velòdrom Illes Balears              |
| 2      | 19 de noviembre | Berlín, Velódromo de Berlín                   |
| 3      | 26 de noviembre | Saint-Quentin-en-Yvelines, Vélodrome National |
| 4      | 2 de diciembre  | Londres, Velódromo de Londres                 |
| 5      | 3 de diciembre  | Londres, Velódromo de Londres                 |

## Ranking
En cada modalidad, tanto femenina como masculina, se cuentan con dos rankings, el de velocidad y el de resistencia, en el de velocidad se realizan dos pruebas, sprint y keirin, mientras que en resistencia se realizan las pruebas de scratch y eliminación.